# Federico Luzzi
Federico Luzzi (Arezzo, 3 de enero de 1980 - Arezzo, 25 de octubre de 2008) fue un tenista profesional italiano.

## Historia
Nacido en Arezzo el 3 de enero de 1980, comenzó a jugar al tenis a los 3 años y a los 10 comenzó su carrera deportiva en la categoría 'juniors'. 
Fue campeón del mundo en la categoría de menores de 14 años, y de Europa para menores de 16. También obtuvo varios títulos italianos. 
En 2000, alcanzó el puesto 99.º de la clasificación en el torneo ATP de Kitzbuhel.
La oportunidad le vino después de un año cuando, gracias una victoria y una final en torneos Challenger en Mumbai y Singapur, el recién nombrado capitán Corrado Barazzutti decidió centrarse en el joven Luzzi, que debutó en la Copa Davis contra Finlandia en Helsinki, 14-12 para ganar el quinto grupo.
Ese fue el boom de Luzzi, que conquistó la segunda ronda del Masters Series de Roma, cuando ganó a Arnaud Clément y Hicham Arazi. 

### Fallecimiento
Federico Luzzi se retiró de un torneo el domingo 19 de octubre de 2008, a causa de la fiebre que sufría y que, en un principio, se pensó podía ser una simple gripe o una broncopulmonía.
El sábado 25 de octubre de 2008, falleció, a los 28 años de edad a las 03:15 horas de madrugada, a causa de una leucemia fulminante.

### Individuales
| Leyenda                |
| Grand Slam (0)         |
| Tennis Masters Cup (0) |
| ATP Masters Series (0) |
| ATP Tour (0)           |
| Challengers (2)        |

| N.º | Fecha                 | Torneo             | Superficie    | Oponente en la final       | Resultado      |
| --- | --------------------- | ------------------ | ------------- | -------------------------- | -------------- |
| 1.  | 27 de agosto de 2001  | Brindisi, Italia   | Tierra batida | Vasilis Mazarakis (Grecia) | 0-6 7-6(3) 6-4 |
| 2.  | 26 de febrero de 2007 | Cherburgo, Francia | Dura          | Jérôme Haehnel (Francia)   | 7-5 7-6(6)     |

### Finalista en Individuales
- 2001: Singapur CH (pierde ante Ota Fukarek)
- 2006: Como CH (pierde ante Simone Bolelli)

### Dobles
| Leyenda                |
| Grand Slam (0)         |
| Tennis Masters Cup (0) |
| ATP Masters Series (0) |
| ATP Tour (0)           |
| Challengers (1)        |

| N.º | Fecha                 | Torneo         | Superficie | Pareja                     | Oponente en la final                           | Resultado |
| --- | --------------------- | -------------- | ---------- | -------------------------- | ---------------------------------------------- | --------- |
| 1.  | 24 de febrero de 2003 | Wrexham, Gales | Dura       | Daniele Bracciali (Italia) | Yves Allegro (Suiza) Wesley Moodie (Sudáfrica) | W/O       |

### Finalista en dobles
- 2000: Sassuolo CH (junto a Daniele Bracciali pierden ante Álex Calatrava y Salvador Navarro)
- 2001: Milán 1 CH (junto a Daniele Bracciali pierden ante Nicola Bruno y Gianluca Pozzi)